# Église Saint-Pierre de Saint-Pierre-du-Jonquet
L'église Saint-Pierre de Saint-Pierre-du-Jonquet est une église catholique située à Saint-Pierre-du-Jonquet, en France.

## Localisation
L'église est située dans le département français du Calvados, sur la commune de Saint-Pierre-du-Jonquet.

## Historique
L'édifice actuel date en entier du XVIIIe siècle et précisément 1757,.

## Architecture
Selon Arcisse de Caumont , « la tour, placée à l'ouest, est terminée par un dôme en forme de cloche, surmonté d'une petite lanterne ».
L'édifice est inscrit au titre des monuments historiques par arrêté du 30 décembre 1986.